# Jachnun

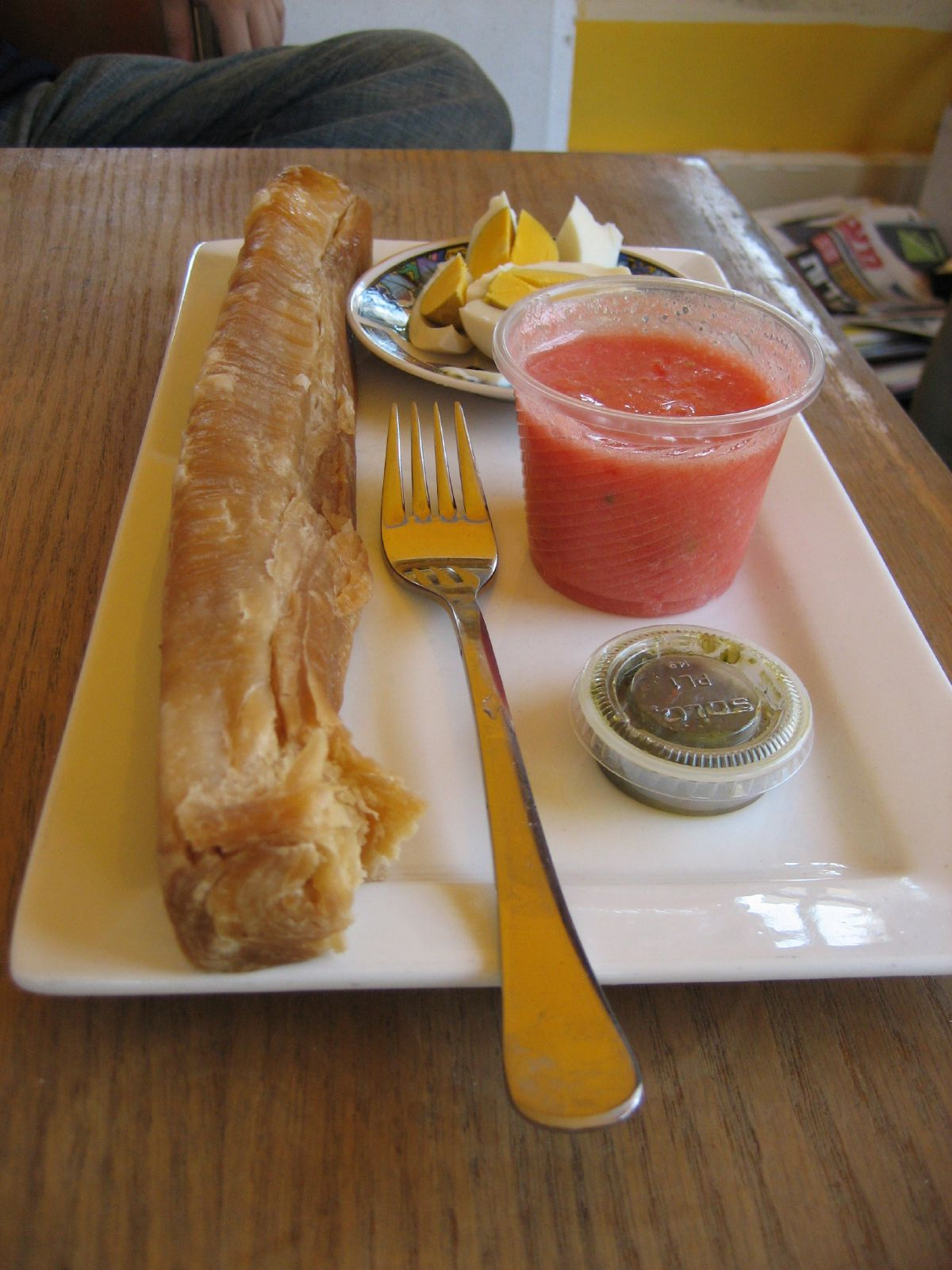
Jachnun a la izquierda, servido con salsa de tomate y zehug.

El jachnun (en hebreo: ג'חנון‎; una denominación alternativa es jihnun, y pronunciado como yajnun) es un plato tradicional de los judíos yemeníes, que se ha vuelto parte de la cocina israelí a raíz de la emigración de judíos yemeníes a Israel. Se prepara generalmente como desayuno con una masa enrollada que se cocina a fuego muy lento durante cerca de diez horas. Se suele servir generalmente con una salsa de tomate y unos huevos duros y un poco de skhug (una especie de salsa picante).

## Características
La masa empleada para su elaboración se hace de harina de trigo que se pone en un horno a 90 °C durante toda una noche, cuando está elaborada adquiere una consistencia suave y un color marrón.